# Kafr Hawar
Kafr Hawar (arab. كفر حور) – miejscowość w Syrii, w muhafazie Damaszek. W 2004 roku liczyła 2957 mieszkańców.